# Al-Múndir de Lérida

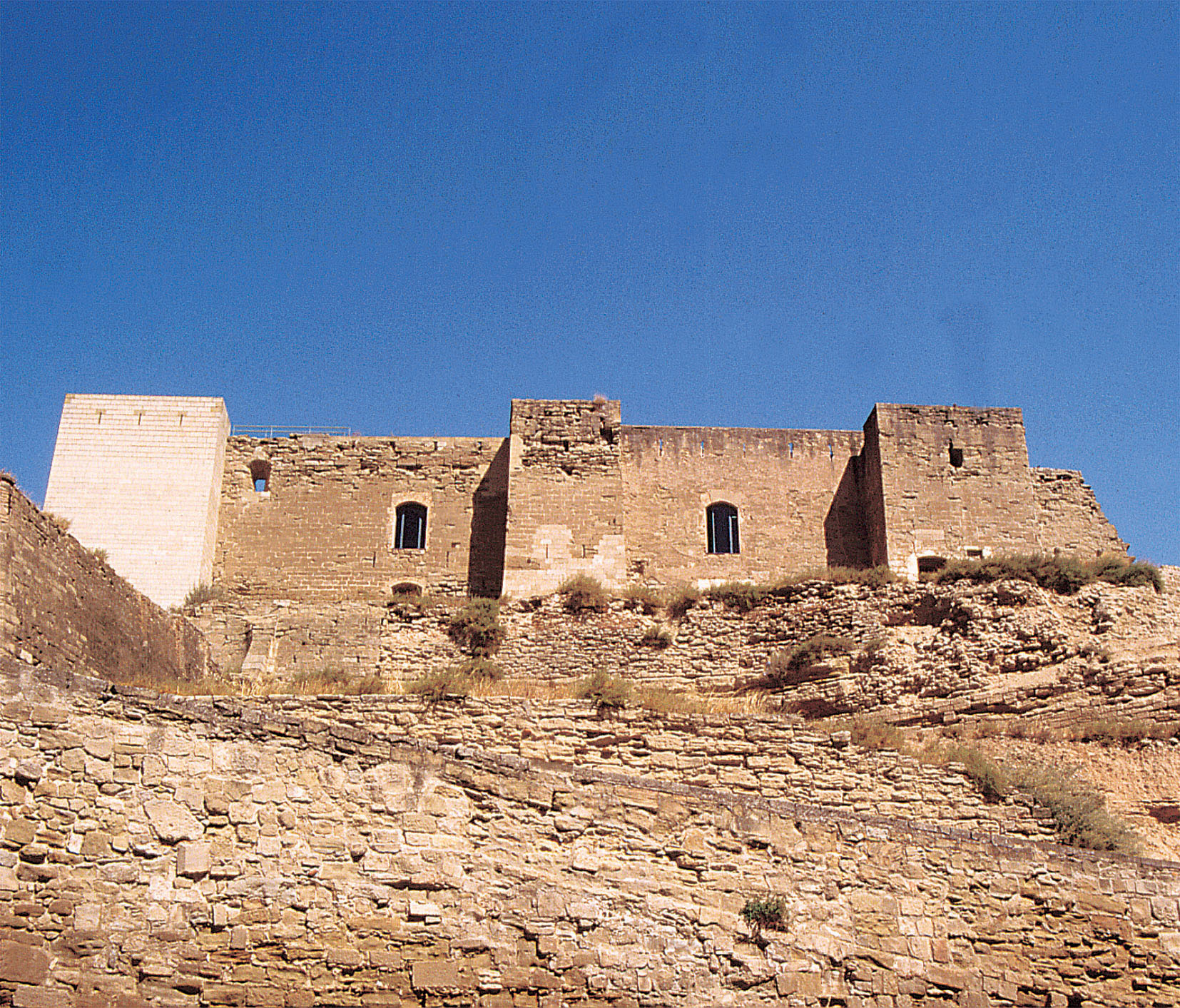
Vista del actual Castillo de «La Suda» de Lérida. Zuda era el nombre que recibía el palacio real de las taifas andalusíes.

Al-Múndir al-Háyib 'Imad ad-Dawla, del linaje Banu Hud, reinó en la taifa de Lérida entre 1082 y su muerte en 1090 (sucedido por su hijo Sulaymān Sayyid al-Dawla), tras haberse alzado en la zona oriental de la taifa de Zaragoza (que comprendía los distritos de Lérida, Tortosa y Denia), contra su hermano Yúsuf al-Mutaman a la muerte de su padre Al-Muqtádir.
Dado que el territorio que gobernó coincidió con el ámbito de acción de los intereses castellanos de Alfonso VI, Álvar Fáñez o el Cid en Valencia, luchó en varias ocasiones aliado con Berenguer Ramón II el Fratricida o Sancho Ramírez de Aragón, contra Rodrigo Díaz el Campeador.
En 1082 se enfrentó, contando con el apoyo de Sancho Ramírez de Aragón y la colaboración de la hueste de Berenguer Ramón II de Barcelona y Guillermo Ramón I de Cerdaña, al rey Al-Mutaman de Zaragoza, que pretendía someter a su hermano y reunificar la taifa de su padre con tropas comandadas por el Cid; Al-Múndir fue derrotado y el conde de Barcelona hecho prisionero.
La guerra entre los dos descendientes de Al-Muqtádir de Zaragoza no terminó con la campaña de la frontera ribagorzana. El 14 de agosto de 1084 medirían de nuevo sus fuerzas en la batalla de Morella. Esta vez Al-Múndir se sirvió de la mesnada de Sancho Ramírez de Aragón para enfrentar a su hermano, que seguía contando con la fuerza militar de Rodrigo Díaz, que inició la fortificación de un castillo en Olocau del Rey o Pobleta de Olocau con el fin de hostigar la importante plaza de Morella, entonces perteneciente a la demarcación de Tortosa de la taifa de Lérida. La batalla concluyó con victoria decisiva del Cid, que capturó a un importante número de magnates aragoneses.
En 1087 Al-Múndir atacó Valencia, donde reinaba Al-Cádir bajo la tutela de Alfonso VI de León y Castilla, de nuevo con la alianza de Ramón Berenguer II. Sin embargo Alfonso VI (que en 1086 se había reconciliado con el Campeador) encargó al Cid la defensa del rey de Valencia, que lo había sido antes de Toledo también bajo la hegemonía del rey castellano-leonés. El Campeador, ahora acompañado por el nuevo rey de Zaragoza Al-Musta'in II a quien había visitado en el verano, repelió el ataque de Al-Múndir y el conde de Barcelona; sin embargo, poco después el leridano conquistó la importante plaza fortificada de Murviedro (actual Sagunto), que seguía suponiendo una amenaza para la ciudad del Turia. Por otro lado, el rey de Zaragoza reclamaba sus derechos al trono Valencia por ser nieto de Al-Muqtádir, quien había conseguido someterla al vasallaje de Zaragoza, pero Rodrigo Díaz tenía encomendada por Alfonso VI la misión de sostener al rey títere Al-Cádir; entonces, el Cid volvió a Castilla para planear con Alfonso VI la estrategia de futuro y reforzarse, tras lo cual regresó para atacar Murviedro con el fin de expugnar al rey hudí de Lérida.
A la llegada del Cid a Levante, Valencia estaba siendo sitiada por Berenguer Ramón II, ahora aliado con Al-Musta'in II, a quien el Campeador había negado entregar la capital levantina en la campaña anterior. Rodrigo, ante la fortaleza de esta alianza, procuró un acuerdo con Al-Múndir de Lérida y pactó con el conde de Barcelona el levantamiento del asedio, que el Fratricida hizo efectivo.
Finalmente, en el verano de 1090, se produjo el encuentro en la batalla de Tévar entre las tropas de Al-Múndir, comandadas una vez más por Berenguer Ramón II, contra la mesnada de Rodrigo Díaz, con el resultado nueva victoria del Cid y captura del conde barcelonés. Tras el segundo destierro del Campeador a manos de Alfonso VI en 1089 a causa de una falta de auxilio percibida por el rey cuando solicitó de su súbdito castellano que se reuniera con su ejército para apoyarle en el fracasado sitio de Aledo, el Cid —roto el vínculo vasallático con su señor— emprendió su actividad bélica en Levante de modo personal e independiente. Rodrigo Díaz, primeramente, saqueó y tomó el control de la ex taifa de Denia, que pertenecía a Al-Múndir, con lo que pidió ayuda otra vez al Fratricida, obligado por el cobro de parias de Lérida a proteger sus dominios. También solicitó Al-Múndir el apoyo de Sancho Ramírez de Aragón, del conde Armengol IV de Urgel e incluso de su tío Al-Musta'in II de Zaragoza. De todos ellos, solo el conde de Barcelona aceptó aliarse con el rey musulmán de Lérida. Al-Musta'in II, quizá recordando los servicios que el Cid había prestado durante seis años a su padre Al-Mutaman, avisó a Rodrigo de la coalición que se había reunido para presentarle batalla.
El Campeador marchó al norte, a la zona de Morella, como había sucedido seis años antes, internándose en la taifa de Lérida. Sus tropas eran inferiores en número (ahora que solo contaba con su propia hueste y no con las tropas del rey de Castilla y de León), por lo que el caballero burgalés decidió elegir el terreno, y situó sus tropas a la entrada del valle de una zona de bosque montañoso. El ejército enemigo marchaba al mando de Berenguer Ramón II el Fratricida.
A pesar de la ventaja numérica, al primer choque, el centro del ejército del Fratricida fue desbaratado, aunque el Cid también resultó herido tras caer de su montura. Finalmente el ejército del Campeador logró una decisiva victoria, capturando otra vez al conde de Barcelona y los principales nobles de su séquito, por los que pediría un cuantioso rescate.
Rodrigo Díaz se retiró a curarse de sus heridas a un lugar llamado «Salarca» en la Historia Roderici, que quizá sea la «Shaqarqa» que las fuentes árabes sitúan cerca de Zaragoza, donde Rodrigo permaneció por dos meses. Posteriormente se instaló en Daroca, posiblemente en el invierno del año 1090-1091, donde consta que el castellano estuvo gravemente enfermo, quizá a consecuencia de la infección de heridas causadas por la caída del caballo en Tévar. Este episodio fue aprovechado por Berenguer Ramón II para pedirle un tratado de paz entre ellos, solicitud a la que en un principio el Cid se negó pero, finalmente, y conminado a ello por sus capitanes, acabó aceptando. El pacto consistía en que a cambio de firmar la paz, el conde de Barcelona cedía al Cid las parias que Al-Múndir pagaba por el protectorado barcelonés sobre Denia.